# برازین (ورزقان)
برازین یکی از روستاهای استان آذربایجان شرقی است که در دهستان ازومدل شمالی بخش مرکزی شهرستان ورزقان واقع شده‌است. این روستا قبلاً تابع بخش کلیبر دهستان حسن‌آباد (حسنو) بود.
کاروانسرای شاه عباسی برازین: این کاروانسرا جهت استفاده کاروانیان و تجّاری که از آذربایجان (شمال ارس) به ایران می‌آمدند، مورد استفاده قرار می‌گرفت و در دره‌ای نسبتاً عمیق و بسیار زیبا به نام ایلگینا چایی در نزدیکی روستای برازین قرار دارد. می‌توان گفت کاروانسرای برازین بزرگترین و وسیع‌ترین کاروانسرای آذربایجان می‌باشد.
کاروانسرای برازین مربوط به دوره صفوی و اوایل دوره قاجار است و در شهرستان ورزقان، بخش مرکزی، دهستان ازومدل شمالی، روستای برازین، کاروانسرای برازین واقع شده و این اثر در تاریخ ۲۸ اسفند ۱۳۸۵ با شمارهٔ ثبت ۱۸۹۱۲ به‌عنوان یکی از آثار ملی ایران به ثبت رسیده است.